# Ampe

1 Ampe tương ứng 1 culông trên giây

Ampe (bắt nguồn từ từ tiếng Pháp ampère /ɑ̃pɛʁ/), còn được viết là am-pe, cũng còn được gọi là ăm-pe, ký hiệu A, là đơn vị đo cường độ dòng điện (kí hiệu là I) trong hệ SI, lấy tên theo nhà Vật lý và Toán học người Pháp là André Marie Ampère (1775–1836), được coi là cha đẻ của điện từ trường cùng với nhà vật lý người Đan Mạch Hans Christian Ørsted.
Hệ thống đơn vị quốc tế định nghĩa ampe theo các đơn vị cơ bản khác bằng cách đo lực điện từ giữa các vật dẫn điện mang dòng điện. Hệ đơn vị centimet–gam–giây trước đó có hai định nghĩa khác nhau về dòng điện, một định nghĩa về cơ bản giống với SI và một định nghĩa khác sử dụng điện tích làm đơn vị cơ sở, với đơn vị là điện tích được xác định bằng cách đo lực giữa hai tấm kim loại tích điện. Ampe sau đó được định nghĩa là một culông điện tích mỗi giây Trong SI, đơn vị điện tích, culông, được định nghĩa là điện tích do một ampe mang trong một giây.
Định nghĩa mới, xét về các hằng số bất biến của tự nhiên, cụ thể là điện tích cơ bản, có hiệu lực vào ngày 20 tháng 5 năm 2019.

## Định nghĩa
Đơn vị đo cường độ dòng điện A được định nghĩa từ năm 1946, và có hiệu lực cho đến ngày 20 tháng 5 năm 2019, là dòng điện cố định, nếu nó chạy trong hai dây dẫn thẳng song song dài vô hạn có tiết diện không đáng kể, đặt cách nhau 1 mét trong chân không, thì sinh ra một lực giữa hai dây này bằng 2×10−7 niutơn trên một mét chiều dài.
1 Ampe tương ứng với dòng chuyển động của 6,24150948 · 1018 điện tử e (1 culông) trên giây qua 1 diện tích dây dẫn.
1 Ampe = 1 culông / giây ({\displaystyle {\rm {1\ A=1\,{\text{C/s}}}}})

## Lịch sử
Ampe được đặt tên theo nhà vật lý và toán học người Pháp André-Marie Ampère (1775–1836), người đã nghiên cứu ra điện từ và đặt nền móng của ngành điện động lực học. Để ghi nhận những đóng góp của Ampère trong việc tạo ra khoa học điện hiện đại, một công ước quốc tế được ký kết tại Triển lãm Quốc tế về Điện năm 1881, đã xác định ampe làm đơn vị đo điện tiêu chuẩn cho dòng điện.
Ampe ban đầu được định nghĩa là một phần mười đơn vị của dòng điện trong hệ đơn vị cm–gam–giây. Đơn vị đó thời nay gọi là abampere (abA), được định nghĩa là lượng dòng điện tạo ra lực hai dyne trên một cm chiều dài giữa hai dây cách nhau một cm. Kích thước của đơn vị được chọn để các đơn vị bắt nguồn từ nó trong hệ thống MKSA sẽ được định cỡ thuận tiện.
"Ampe quốc tế" là định nghĩa sớm của ampe, có nghĩa là dòng điện sẽ tạo ra 0,001118 gram bạc mỗi giây từ dung dịch bạc nitrat. Sau đó, các phép đo chính xác hơn cho thấy dòng điện này là 0,99985 A.
Vì công suất được định nghĩa là tích của dòng điện và điện áp, nên ampe có thể biểu thị thay thế theo các đơn vị khác bằng cách sử dụng mối quan hệ I = P/V, và do đó 1 A = 1 W/V. Dòng điện có thể được đo bằng đồng hồ vạn năng, một thiết bị có thể đo điện áp, dòng điện và điện trở.

### Định nghĩa trước đây trong SI
Cho đến năm 2019, SI định nghĩa ampe như sau:
Bằng dòng điện cố định chạy trong hai dây dẫn song song dài vô hạn có tiết diện không đáng kể, đặt cách nhau 1 mét trong chân không, và sinh ra một lực giữa hai dây này bằng 2×10−7 niutơn trên một mét chiều dài (CGPM lần thứ 9 (1948), Nghị quyết 7, CR 70).:113 
Khi đó, đơn vị điện tích SI, culông, được định nghĩa là "lượng điện được dòng điện 1 ampe mang trong 1 giây".:144 Ngược lại, dòng điện một ampe là một dòng điện tích đi qua một điểm nhất định trong một giây:
{\displaystyle {\rm {1\ A=1{\tfrac {C}{s}}.}}}
Nói chung, điện tíchQ được xác định bởi dòng điện ổn địnhI chạy trong một thời giant khi Q = Chính nó .

### Các ước số-bội số trong SI
| Bội số | Tên gọi | Ký hiệu |  | Ước số | Tên gọi | Ký hiệu |
| ------ | ------- | ------- |  | ------ | ------- | ------- |
| 100    | mét     | m       |  |        |         |         |
| 101    | đêca    | da      |  | 10–1   | đêxi    | d       |
| 102    | héctô   | h       |  | 10–2   | xenti   | c       |
| 103    | kilô    | k       |  | 10–3   | mili    | m       |
| 106    | mêga    | M       |  | 10–6   | micrô   | µ       |
| 109    | giga    | G       |  | 10–9   | nanô    | n       |
| 1012   | têra    | T       |  | 10–12  | picô    | p       |
| 1015   | pêta    | P       |  | 10–15  | femtô   | f       |
| 1018   | exa     | E       |  | 10–18  | atô     | a       |
| 1021   | zêta    | Z       |  | 10–21  | zeptô   | z       |
| 1024   | yôta    | Y       |  | 10–24  | yóctô   | y       |

## Hiện thực hóa
Ampe chuẩn được nhận ra chính xác nhất bằng cách sử dụng thiết bị cân bằng Kibble, nhưng trên thực tế được duy trì thông qua Định luật Ohm từ các đơn vị lực điện động và điện trở, vôn và ohm, vì hai cái sau có thể được gắn với các hiện tượng vật lý tương đối dễ tái tạo, tương ứng với hiệu ứng Josephson và hiệu ứng Hall lượng tử.
Các kỹ thuật để thiết lập nhận thức của một ampe có độ sai số tương đối khoảng một vài phần trong 107 và liên quan đến việc xác định oát, ohm và vôn.